# Liste der Kulturdenkmale in Krüzen
In der Liste der Kulturdenkmale in Krüzen sind alle Kulturdenkmale der schleswig-holsteinischen Gemeinde Krüzen (Kreis Herzogtum Lauenburg) aufgelistet (Stand: 10. März 2025).

## Legende
In den Spalten befinden sich folgende Informationen:
- Objekt-ID: die Nummer des Kulturdenkmales
- Lage: die Adresse des Kulturdenkmales und die geographischen Koordinaten. Kartenansicht, um Koordinaten zu setzen. In der Kartenansicht sind Kulturdenkmale ohne Koordinaten mit einem roten Marker dargestellt und können in der Karte gesetzt werden. Kulturdenkmale ohne Bild sind mit einem blauen Marker gekennzeichnet, Kulturdenkmale mit Bild mit einem grünen Marker.
- Offizielle Bezeichnung: Bezeichnung des Kulturdenkmales
- Beschreibung: die Beschreibung des Kulturdenkmales
- Bild: ein Bild des Kulturdenkmales

## Sachgesamtheiten
| Objekt-ID | Lage                                        | Offizielle Bezeichnung | Beschreibung | Bild |
| --------- | ------------------------------------------- | ---------------------- | --- | ---- |
| 35671     | Dorfstraße 6 (53° 23′ 58″ N, 10° 31′ 38″ O) | Hofanlage Dorfstraße 6 | Hofanlage Dorfstraße 6; ab 1877; historisches und regionaltypisches Ensemble bestehend aus Backsteinhallenhaus, Fachwerkscheune, Remise, Baumreihe und Einfriedung - Begründung: geschichtlich, Kulturlandschaft prägend - Schutzumfang: Backsteinhallenhaus mit Baumreihe, Einfriedung; Fachwerkscheune, Remise | BW   |

## Bauliche Anlagen
| Objekt-ID | Lage                                        | Offizielle Bezeichnung | Beschreibung | Bild |
| --------- | ------------------------------------------- | ---------------------- | --- | ---- |
| 5211      | Dorfstraße 6 (53° 23′ 58″ N, 10° 31′ 39″ O) | Backsteinhallenhaus    | Backsteinhallenhaus; um 1900; gemauertes, backsteinsichtiges Hallenhaus unter Satteldach, Giebelfassaden mit gemauerten Zierfriesen und Wandvorlagen; mit Baumreihe und Einfriedung - Begründung: geschichtlich, Kulturlandschaft prägend - Schutzumfang: Backsteinhallenhaus, Baumreihe, Einfriedung - Denkmaltyp: Bauliche Anlage, Sachgesamtheit: Hofanlage Dorfstraße 6 | BW   |
| 5212      | Dorfstraße 6 (53° 23′ 58″ N, 10° 31′ 40″ O) | Fachwerkscheune        | Fachwerkscheune; um 1890; 1993–94 Innenausbau zu Wohnzwecken, Durchfahrtsscheune in Dreiständerbauweise mit reetgedecktem Halbwalmdach, mit zweitverwendeten Materialen errichtet - Begründung: geschichtlich, Kulturlandschaft prägend - Schutzumfang: gesamtes Objekt - Denkmaltyp: Bauliche Anlage, Sachgesamtheit: Hofanlage Dorfstraße 6                               | BW   |

## Quelle
- Liste der Kulturdenkmale in Schleswig-Holstein – Herzogtum Lauenburg (PDF)

- Karte mit allen Koordinaten:
- OSM |
- WikiMap